# Robe lilas du chat
Pour les articles homonymes, voir Lilas.

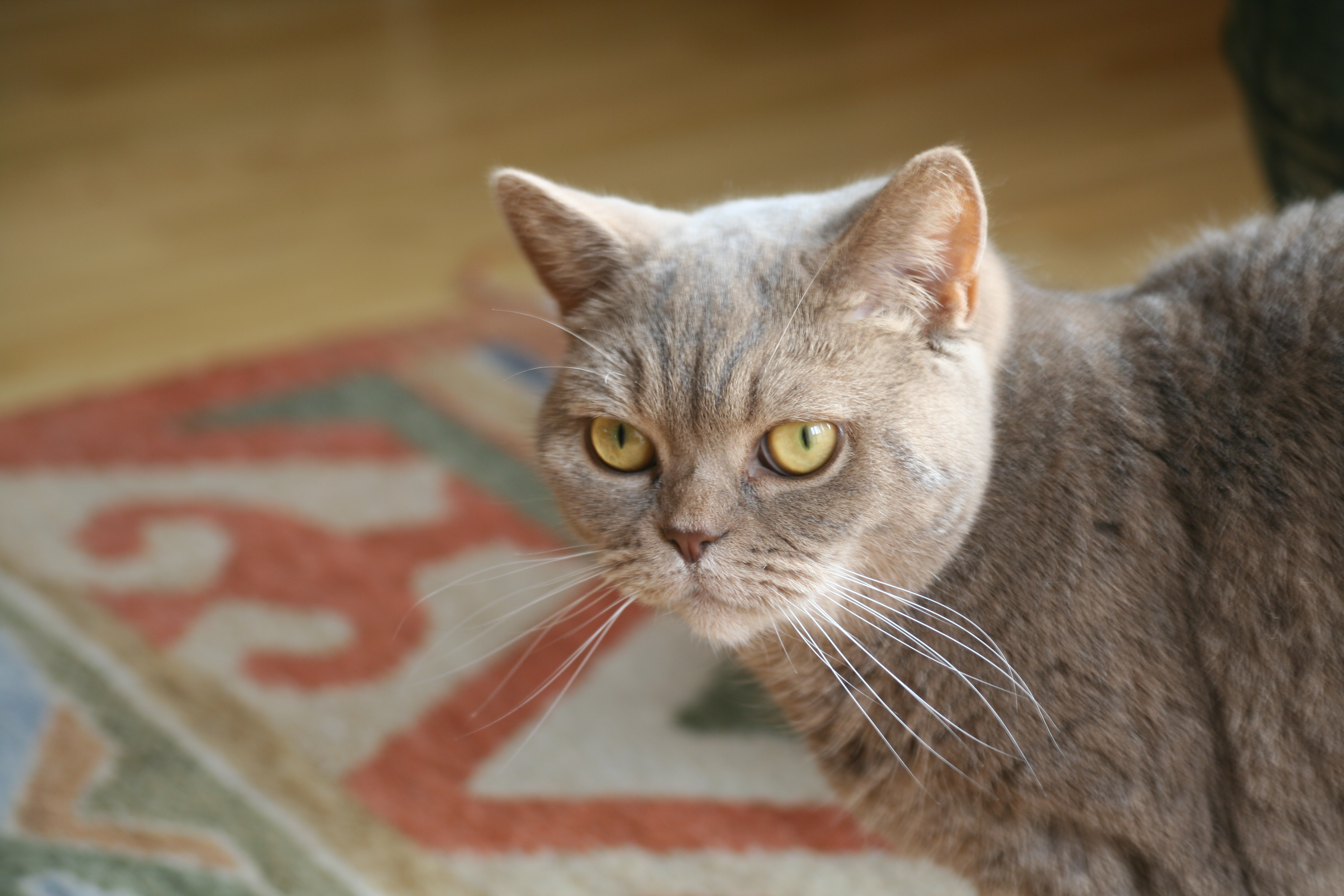
Un british shorthair lilas solide.

Le lilas (lilac, parfois lavender) est une couleur de robe du chat. Sur un chat uni, le lilas est de couleur gris clair rosé. Il s'agit d'une dilution de la couleur chocolat.

## Génétique
L'obtention de la robe lilas est codée par trois gènes différents : la série B qui détermine l'intensité de la couleur brune de la robe, la série D qui est un gène de dilution de la robe et la série Dm qui est un modificateur des robes diluées.
Le gène B (Brown) détermine l'intensité de la couleur brune de la robe du chat. Elle compte trois allèles à dominance décroissante associés à une organisation particulière de l’eumélanine. La couleur sauvage est le noir, c'est également l'allèle dominant. Le chocolat est déterminé par l'allèle b, qui est récessif sur B+ et dominant sur le dernier allèle bl, codant la robe cannelle. Pour qu'un chat soit lilas, il faut qu'il soit d'abord de génotype chocolat, soit bb ou bbl. Pour la robe chocolat, l'eumélanine est organisée en granules ovales. Le gène B correspond au locus TYRP1 (Tyrosinase Related Protein de type 1, dite TRP91).
Le gène D (Dilution) détermine la dilution de la couleur de base. L’allèle de dilution d est récessif. Sa double présence transforme la robe chocolat en robe lilas. L'allèle d a un effet sur la phéomélanine et l’eumélanine. Un chat de robe diluée présente des granules d’eumélanine de taille variable inégalement répartis en amas : ces amas absorbent peu de lumière, ce qui explique l’aspect clair de la robe. Pour qu'un chat soit lilas, il faut qu'il soit de génotype dilué, soit dd.
Le gène Dm (Dilute modifier) est un dilution supplémentaire des robes diluées. L'allèle Dm est dominant et se rencontre chez le siamois et l'oriental. Il provoque la transformation de la robe lilas en robe taupe. Pour qu'un chat soit lilas, il doit être de génotype dmdm.